# Повітряна куля

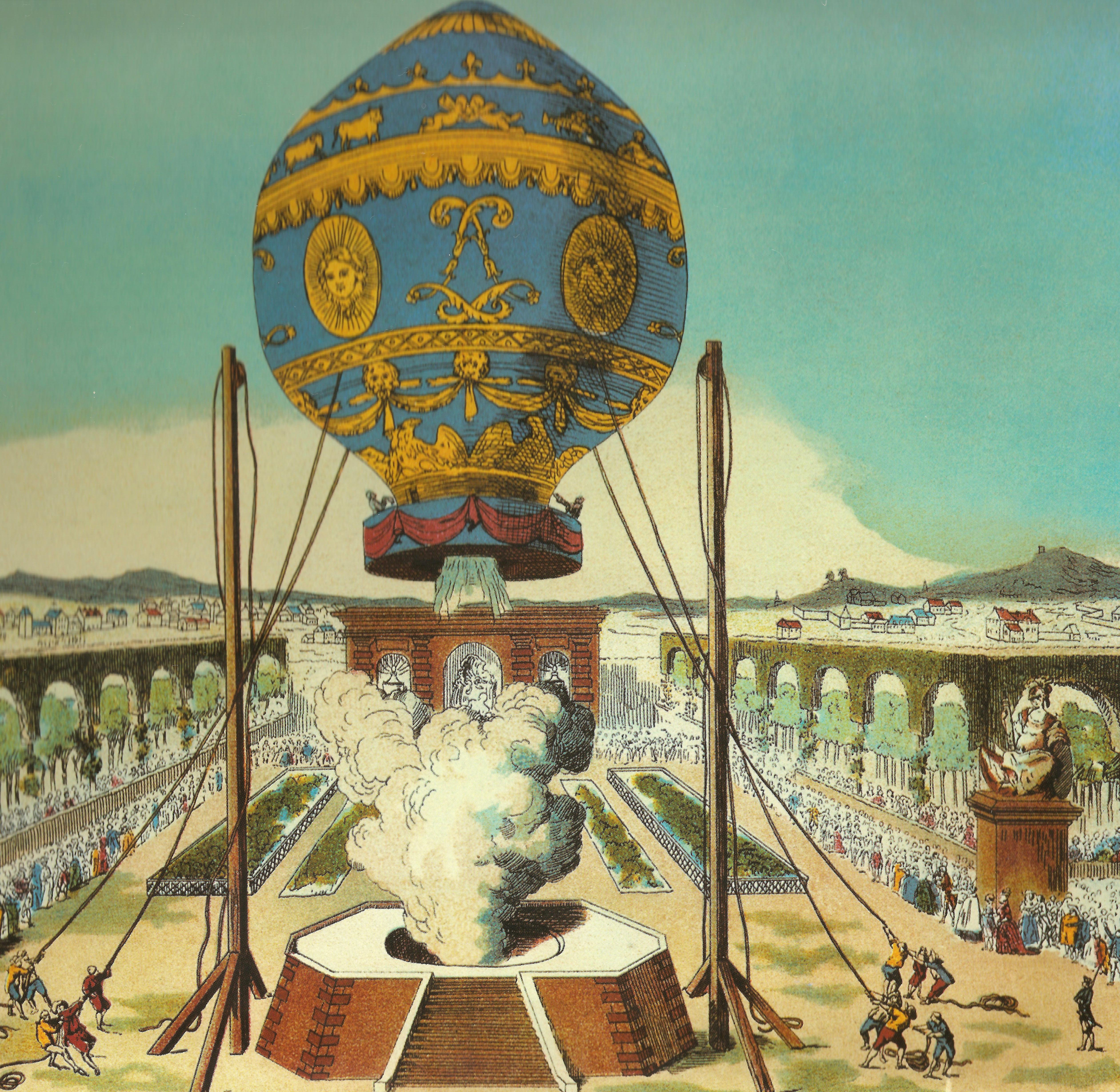
Перша пілотована повітряна куля, створена братами Монгольф'є

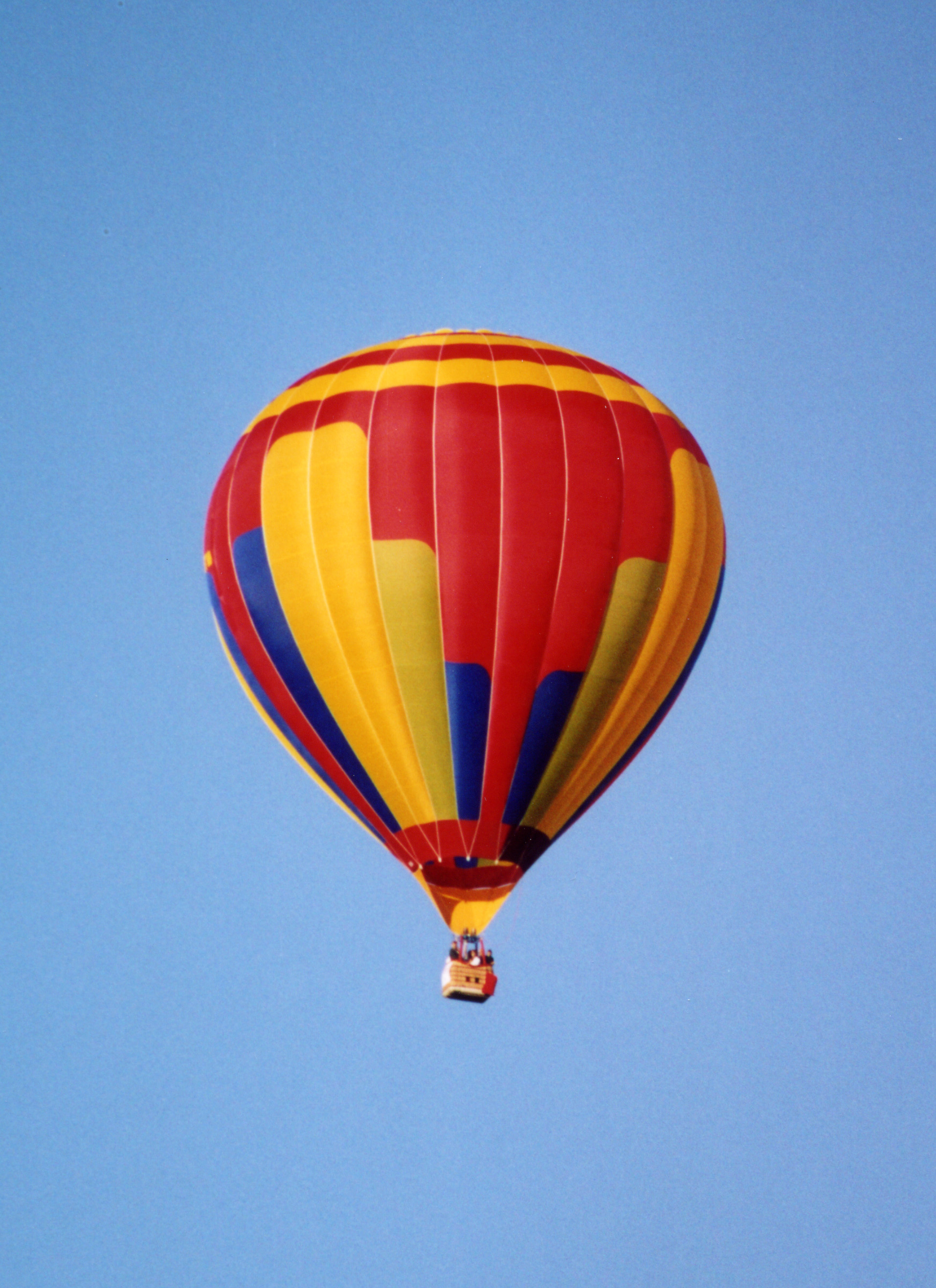
Сучасна повітряна куля

Пові́тряна ку́ля (англ. Balloon, нім. Ballon) — літальний апарат типу «легший-за-повітря» (аеростат), в якому для польоту використовується підіймальна сила повітроплавального газу або нагрітого повітря. Складається з заповненої газом оболонки та прикріпленого до неї кошика чи причіпної кабіни. На відміну від дирижаблів, повітряні кулі не мають двигунів для самостійного горизонтального руху в повітрі. Залежно від наповнення, розрізняють монгольф'єри (кулі, наповнені нагрітим повітрям), шарльєри (наповнені легким газом — зазвичай, воднем або гелієм) та розьєри (що використовують одночасно газ і повітря, розміщені в окремих оболонках).
Першу повітряну кулю винайшли 1783 року брати Монгольф'є. Кулю наповнювали гарячим повітрям, завдяки чому вона підіймалася вгору.
Сучасні повітряні кулі, що використовуються для демонстраційних і спортивних польотів, також здебільшого наповнюються нагрітим повітрям. За допомогою пропанового пальника повітря нагрівається, і, оскільки гаряче повітря легше за холодне, куля злітає. Якщо набрана завелика висота, пілот смикає за спеціальний шнур, що відкриває отвір у повітряній кулі (а саме в оболонці) — таким чином, частина гарячого повітря виходить назовні, і повітряна куля опускається.
Основні вади повітряної кулі:
- Повітряною кулею не можна керувати — вона летить туди, куди її «понесе» вітер.
- Також повітряна куля не здатна перевозити габаритний і важкий вантаж (це стосується передусім монгольф'єрів).

## Принципи
За конструкцією повітряна куля є найпростішою з усіх летючих машин. Повітряна куля — це тканинна оболонка, заповнена газом, який є легшим за повітря. Оскільки уся повітряна куля має меншу густину, ніж довколишнє повітря, вона здіймається разом із кошиком, що прикріплений знизу, і може нести пасажирів і вантаж. Попри те, що повітряна куля не має жодної рушійної системи, існує можливість досягти деякого керування напрямком руху, опускаючи чи підіймаючи кулю для пошуку сприятливого напряму вітру.
Існує три основні різновиди повітряних куль:
- аеростат наповнений гарячим повітрям або Монгольф'єр набуває своєї легкості шляхом нагрівання повітря всередині кулі; він є найпоширенішим різновидом.
- газовий аеростат або Шарльєр наповнюється газом, що має меншу молекулярну масу, ніж навколишня атмосфера; більшість повітряних куль встановлюють внутрішній тиск газу таким, що дорівнює атмосферному тиску; повітряна куля надлишкового тиску[en] може використовувати підіймальний газ із більшим тиском, ніж атмосферний, з метою зменшити або уникнути втрату газу від нагрівання вдень; газові повітряні кулі заповнюють такими газами:
  - водень — широко використовувався раніше, але через високу займистість газу зараз застосовують рідко;
  - коксовий газ — хоча й дає вдвічі меншу підіймальну силу ніж водень,[1] його широко застосовували у дев'ятнадцятому і на початку двадцятого століть, оскільки він був дешевшим за водень і легкодоступнішим;
  - гелій — використовують сьогодні у більшості дирижаблів і пілотованих кулях наповнених газом;
  - іншими газами, які застосовують є аміак і метан, але вони мають погану підіймальну здатність й інші вади пов'язані з безпекою, тому їх ніколи широко не використовували.[2]
- Розьєр різновид, що застосовує обидва як гарячий, так і холодний гази для здіймання в окремих відсіках. Цей різновид повітряних куль іноді використовують для польотів на далекі відстані, наприклад для навколосвітніх подорожей.

## Історія
Безпілотні повітряні кульки популярні в історії Китаю. Чжуге Лян із королівства Династія Шу, в період Трьох Царств (220–280 н. е.) використовував повітряні ліхтарики для військового сигналізування. Ці небесні ліхтарики мають назву ліхтарі Кунміна (孔明灯). Монгольська армія вивчила ліхтарики Кунміна із Китаю і використали їх в Битві при Легниці під час вторгнення монголів до Польщі. Вперше повітряна куля стала відома в західному світі.
В 1709 році бразильський церковник Бартоломей де Гусман зробив кулю заповнену нагрітим повітрям, що здійнялася посеред кімнати в Лісабоні. Також існують твердження, що він побудував кулю, яка називалася Passarola (Великий птах) і зробив спробу здійнятися на ній із замку Святого Георгія в Лісабоні, і приземлився в кілометрі від нього Це твердження зазвичай не признається істориками з авіації за межами португаломовної спільноти, зокрема, міжнародною федерацією повітроплавання.
Першу повітряну кулю з пальником на рідкому паливі винайшли львів’яни Ігнацій Мартинович і Непомук Герман. 1784 року над садом Більських у Львові піднялася куля без пасажирів з автоматичним пальником на рідкому паливі.

### Історичні факти
1. 24 вересня 1784 року вперше у повітря на монгольф'єрі піднялася жінка — пані Тібль. Її політ тривав 142 хвилини.
2. 1999 року швейцарець Бертран Піккар і англієць Браян Джонс здійснили першу у світі навколосвітню подорож на розьєрі.